# Protocetidae
Protocetidae su raznolika i heterogena porodica izumrlih kitova, koji su nastanjivali područje današnje Azije, Europe, Afrike i Sjeverne Amerike.

## Opis
U tu porodicu spadalo je mnogo rodova, a neki od njih su i vrlo poznati (npr. Rodhocetus) među paleontolozima. Do sada otkriveni protocetidi imali su velike prednje i stražnje udove koji su ih mogli podržavati na kopnu, te su vjerojatno živjeli vodozemnim načinom života, i u moru i na kopnu. Nije poznato da li su protocetidi imali horizontalne repne peraje kao današnji kitovi. Međutim, jasno je da su se još više prilagodili životu u vodi od svojih predaka. Kod Rodhocetusa je, na primjer, križna kost, koju kod kopnenih sisavaca zapravo čini pet sraslih kralježaka koji povezuju zdjelicu s kralježnicom, bila podijeljena na više dijelova. Međutim, zdjelica je još uvijek bila povezana s jednim od tih sakralnih kralježaka. Nadalje, nosni otvori sada su se nalazili na pola puta uz njušku, što je prvi korak prema poziciji koja se može vidjeti kod današnjih kitova. Njihov pretpostavljeni vodozemni način života podržava otkriće gravidne jedinke Maiacetusa, kod koje je fosilizirani fetus bio okrenut glavom prema rodnom kanalu, što ukazuje na to da je Maiacetus rađao potomstvo na kopnu. Na ungulatno porijeklo ranih kitova još uvijek podsjećaju karakteristike poput prisutnosti kopita na svakom prstu kod Rodhocetusa.

## Taksonomija
Gingerich et al. 2005.. predložili su postojanje potporodica protocetida. Makaracetusa su svrstali u vlastitu potporodicu na osnovu njegovih jedinstvenih prilagodbi za ishranu (uključujući i samo dva sjekutića u obje predmaksilarne kosti). Uspostavili su zatim dvije potporodice za preostale protocetide na temelju njihove prilagodbe životu u vodi:
Protocetini su lutecijski protocetidi s općenitom karakteristikom lubanja s tri sjekutića u premaksilarnoj kosti i tri kutnjaka u maksilarnoj. Što se tiče poznatog dijela postkranijalnog kostura, imali su zdjelicu sličnu onoj kod današnjih kopnenih sisavaca, s križnom kosti sastavljenom od nekoliko sraslih kralježaka, spojenih sa zdjeličnom kosti, te velike zadnje udove koji su im služili za potiskivanje kroz vodu.
Pripadnici Georgiacetinae su bartonijski protocetidi, koji predstavljaju prijelaz na bazilosauride. Njihove lubanje i zubi slični su onima kod protocetina, ali im je zdjelica znatno reducirana, bez bitnih veza između križne kosti i zdjelične kosti. Njihovi zadnji udovi nikada nisu pronađeni, ali reducirana zdjelica ukazuje na to da su vjerojatno plivali pomoću repa, a ne stopala.